# Samuel Umtiti
Samuel Umtiti (Yaoundé, 14 november 1993) is een Frans-Kameroens voetballer die doorgaans als centrale verdediger speelt. Umtiti debuteerde in 2016 in het Frans voetbalelftal, waarmee hij in 2018 het WK won.

## Clubcarrière

### Jeugd
Umtiti werd geboren in Kameroen en verhuisde op tweejarige leeftijd met zijn familie naar Frankrijk. De familie vestigde zich in Villeurbanne, een voorstad van Lyon. Hij begon als voetballer bij het lokale Menival FC. Umtiti werd op negenjarige leeftijd opgenomen in de jeugdopleiding van Olympique Lyon.

### Olympique Lyon
Op op 8 januari 2012 debuteerde Umtiti in het eerste elftal van Olympique Lyon, tijdens een wedstrijd in de Coupe de France tegen AS Lyon-Duchère. Op 14 januari maakte Umtiti zijn Ligue 1-debuut tegen Montpellier. Hij kwam in zijn eerste seizoen tot twaalf competitiewedstrijden. Hij won dat jaar zowel de Coupe de France als de Trophée des Champions met Lyon, hoewel hij tijdens het duel om die laatste prijs alleen aanwezig was als reservespeler. Lyon bereikte ook de finale van de Coupe de la Ligue. Hierin bleek Olympique Marseille te sterk. Umtiti dwong in zijn tweede seizoen een basisplaats af. Hij speelde niet mee bij de wedstrijd tegen Montpellier om de Trophée des Champions, die na een strafschoppenreeks door Lyon werd gewonnen. Op 20 september 2012 kwam Umtiti voor het eerst in actie in een Europese bekercompetitie, in de wedstrijd tegen Sparta Praag in de Europa League. In de competitiewedstrijd tegen Troyes AC op 12 januari 2013 was Umtiti voor het eerst trefzeker met de winnende treffer. Een maand later scoorde Umtiti met een knappe volley ook in het Europa League-duel met Tottenham Hotspur. Na meer dan honderd competitiewedstrijden voor Lyon in de Ligue 1, verlengde hij in juli 2015 zijn contract bij Lyon tot medio 2019. Hij speelde daarna nog één seizoen voor de Franse club, waarmee hij in vijf seizoenen achtereenvolgens vierde, derde, vijfde en twee keer tweede werd in de Ligue 1. Dit gebeurde in een tijdperk waarin Paris Saint-Germain vier jaar op rij kampioen werd met minimaal acht punten voorsprong op de eerste achtervolger en ook het grootste gedeelte van de Franse bekers en supercups binnenhaalde.

### FC Barcelona
Umtiti tekende in juli 2016 een contract tot medio 2021 bij FC Barcelona, de kampioen van Spanje in de voorgaande twee seizoenen. Zijn nieuwe club betaalde circa 25 miljoen euro voor hem aan Lyon. Op 17 augustus kwam Umtiti voor het eerst in actie voor Blaugrana, tegen Sevilla om de Supercopa de España. Over twee wedstrijden won FC Barcelona met 5–0, waardoor Umtiti ook zijn eerste prijs in Spanje won. Drie dagen later debuteerde Umtiti in de Primera División met een 6–2 overwinning tegen Real Betis. Hij scoorde op 4 maart 2017 voor het eerst voor FC Barcelona. Hij was verantwoordelijk voor de 4–0 bij de 5–0 zege op Celta de Vigo. In Umtiti's eerste seizoen bij Barcelona werd de Copa del Rey gewonnen door in de finale op 27 mei 2017 met 3–1 van Deportivo Alavés te winnen.
Het seizoen 2017/18 begon FC Barcelona onder nieuwe trainer Valverde en zonder de vertrokken Neymar met een verlies in het tweeluik met Real Madrid om de Supercopa de España. Later in het seizoen won Umtiti met Barcelona opnieuw de Copa del Rey. In de finale werd Sevilla verslagen (5–0). Ook won FC Barcelona voor de 25e keer in de clubgeschiedenis de Primera División. In het seizoen 2017/18 speelde Umtiti in alle competities veertig wedstrijden. Hij scoorde hierin één doelpunt, in de thuiswedstrijd tegen Valencia op 14 april.
Umtiti zat op 12 augustus 2018 de bank tijdens de Supercopa de España. FC Barcelona won met 1–2 van Sevilla. In september raakte Umtiti geblesseerd aan zijn knie. Umtiti moest hierdoor vijf competitiewedstrijden missen. Hij keerde terug voor het duel met Atlético Madrid, maar raakte vervolgens opnieuw geblesseerd aan zijn knie. Umtiti stond zo'n drie maanden langs de kant. Lenglet verving Umtiti tijdens zijn blessure. Toen Umtiti hersteld was, kreeg Lenglet in de meeste wedstrijden de voorkeur, waaronder in de finale van de Copa del Rey waarin FC Barcelona met 2–1 verloor van Valencia. Umtiti werd voor de tweede keer met Barcelona kampioen van Spanje. Umtiti speelde in het seizoen 2018/19 vijftien wedstrijden, waarvan veertien in de Primera División.
Op 3 juni 2020 ondertekende hij een nieuw contract bij FC Barcelona, dat hem tot 2023 aan de club verbond. Het contract had een verkoopclausule met een bedrag van zo'n 500 miljoen euro. In januari 2022 verlengde Umtiti zijn contract opnieuw bij FC Barcelona, deze keer tot medio 2026. Hij accepteerde een salarisverlaging zodat nieuwkomer Ferran Torres toestemming kreeg van de Spaanse voetbalbond om te mogen spelen. Volgens de (FFP) Financial Fair Play regels van de bond oversteeg het loon van Torres aanvankelijk het salarisbudget van FC Barcelona.
Umtiti speelde hierna op huurbasis voor het Italiaanse US Lecce, waarvoor hij 25 wedstrijden speelde. Op 30 juni 2023 maakte FC Barcelona bekend dat ze een overeenkomst hadden bereikt om zijn contract voortijdig te beëindigen, dat oorspronkelijk zou doorlopen tot medio 2026. Hierdoor werd Umtiti transfervrij. In juli 2023 tekende hij bij Lille OSC.

## Clubstatistieken
| Seizoen         | Club            | Competitie       | Competitie | Competitie | Beker | Beker | Internationaal | Internationaal | Totaal | Totaal |
| Seizoen         | Club            | Competitie       | Wed.       | Dlp.       | Wed.  | Dlp.  | Wed.           | Dlp.           | Wed.   | Dlp.   |
| --------------- | --------------- | ---------------- | ---------- | ---------- | ----- | ----- | -------------- | -------------- | ------ | ------ |
| 2011/12         | Olympique Lyon  | Ligue 1          | 12         | 0          | 6     | 0     | –              | –              | 18     | 0      |
| 2012/13         | Olympique Lyon  | Ligue 1          | 26         | 1          | 0     | 0     | 6              | 1              | 32     | 2      |
| 2013/14         | Olympique Lyon  | Ligue 1          | 28         | 0          | 4     | 0     | 10             | 0              | 42     | 0      |
| 2014/15         | Olympique Lyon  | Ligue 1          | 35         | 1          | 3     | 0     | 2              | 1              | 40     | 2      |
| 2015/16         | Olympique Lyon  | Ligue 1          | 30         | 1          | 4     | 0     | 4              | 0              | 38     | 1      |
| 2016/17         | FC Barcelona    | Primera División | 25         | 1          | 10    | 0     | 8              | 0              | 43     | 1      |
| 2017/18         | FC Barcelona    | Primera División | 25         | 1          | 6     | 0     | 9              | 0              | 40     | 1      |
| 2018/19         | FC Barcelona    | Primera División | 14         | 0          | 0     | 0     | 1              | 0              | 15     | 0      |
| 2019/20         | FC Barcelona    | Primera División | 13         | 0          | 2     | 0     | 3              | 0              | 18     | 0      |
| 2020/21         | FC Barcelona    | Primera División | 13         | 0          | 2     | 0     | 1              | 0              | 16     | 0      |
| 2021/22         | FC Barcelona    | Primera División | 1          | 0          | 0     | 0     | –              | –              | 1      | 0      |
| 2022/23         | → US Lecce      | Serie A          | 25         | 0          | 0     | 0     | –              | –              | 25     | 0      |
| 2023/24         | Lille OSC       | Ligue 1          | 6          | 0          | 1     | 0     | 6              | 0              | 13     | 0      |
| 2024/25         | Lille OSC       | Ligue 1          | 0          | 0          | 0     | 0     | 0              | 0              | 0      | 0      |
| Carrière totaal | Carrière totaal | Carrière totaal  | 253        | 5          | 37    | 0     | 50             | 2              | 341    | 7      |

Bijgewerkt op 21 november 2024.

## Interlandcarrière
Umtiti speelde voor zowel Frankrijk –17, Frankrijk –18, Frankrijk –19 als Frankrijk –20. Door de aanwezigheid van Raphaël Varane was hij niet altijd zeker van een basisplaats centraal achterin. Daardoor speelde hij soms ook wel linksback. In 2013 won Umtiti met Frankrijk –20 het wereldkampioenschap voetbal onder 20 in Turkije. Umtiti werd in mei 2016 opgeroepen voor het Frans voetbalelftal voor deelname aan het EK 2016 in eigen land, als vervanger voor de geblesseerde Jérémy Mathieu. Hij maakte op 3 juli 2016 zijn debuut als international. Hij was die dag basisspeler tijdens een wedstrijd in de kwartfinales die Frankrijk met 5–2 won van IJsland. Umtiti speelde daarna ook in de halve finale tegen Duitsland (2–0) en in de finale, die zijn ploeggenoten en hij na verlenging met 0–1 verloren van Portugal. Op 13 juni 2017 scoorde Umtiti zijn eerste doelpunt voor Frankrijk, in een vriendschappelijke wedstrijd met Engeland. De wedstrijd werd met 3–2 gewonnen. Op 17 mei 2018 werd Umtiti geselecteerd voor het Franse elftal op het WK 2018. Umtiti miste enkel minuten in de laatste groepswedstrijd tegen Denemarken, waar hij de hele wedstrijd op de bank bleef. Umtiti maakte in de halve finale tegen België in de 51ste minuut het enige doelpunt van de wedstrijd. Hierdoor kwalificeerde Frankrijk zich voor de finale tegen Kroatië. De 4–2 winst in de finale betekende de tweede wereldbeker in de geschiedenis van Frankrijk.
| Interlands van Samuel Umtiti voor Frankrijk | Interlands van Samuel Umtiti voor Frankrijk | Interlands van Samuel Umtiti voor Frankrijk | Interlands van Samuel Umtiti voor Frankrijk | Interlands van Samuel Umtiti voor Frankrijk | Interlands van Samuel Umtiti voor Frankrijk |
| №                                           | Datum                                       | Wedstrijd                                   | Uitslag                                     | Soort Wedstrijd                             | Doelpunten                                  |
| Als speler bij FC Barcelona ( Spanje)       | Als speler bij FC Barcelona ( Spanje)       | Als speler bij FC Barcelona ( Spanje)       | Als speler bij FC Barcelona ( Spanje)       | Als speler bij FC Barcelona ( Spanje)       | Als speler bij FC Barcelona ( Spanje)       |
| ------------------------------------------- | ------------------------------------------- | ------------------------------------------- | ------------------------------------------- | ------------------------------------------- | ------------------------------------------- |
| 1.                                          | 3 juli 2016                                 | Frankrijk – IJsland                         | 5 – 2                                       | EK 2016                                     |                                             |
| 2.                                          | 7 juli 2016                                 | Duitsland – Frankrijk                       | 0 – 2                                       | EK 2016                                     |                                             |
| 3.                                          | 10 juli 2016                                | Portugal – Frankrijk                        | 1 – 0 (n.v.)                                | EK 2016                                     |                                             |
| 4.                                          | 1 september 2016                            | Italië – Frankrijk                          | 1 – 3                                       | Vriendschappelijk                           |                                             |
| 5.                                          | 25 maart 2017                               | Luxemburg – Frankrijk                       | 1 – 3                                       | Kwalificatie WK 2018                        |                                             |
| 6.                                          | 28 maart 2017                               | Frankrijk – Spanje                          | 0 – 2                                       | Vriendschappelijk                           |                                             |
| 7.                                          | 2 juni 2017                                 | Frankrijk – Paraguay                        | 5 – 0                                       | Vriendschappelijk                           |                                             |
| 8.                                          | 13 juni 2017                                | Frankrijk – Engeland                        | 3 – 2                                       | Vriendschappelijk                           | 22'                                         |
| 9.                                          | 31 augustus 2017                            | Frankrijk – Nederland                       | 4 – 0                                       | Kwalificatie WK 2018                        |                                             |
| 10.                                         | 3 september 2017                            | Frankrijk – Luxemburg                       | 0 – 0                                       | Kwalificatie WK 2018                        |                                             |
| 11.                                         | 7 oktober 2017                              | Bulgarije – Frankrijk                       | 0 – 1                                       | Kwalificatie WK 2018                        |                                             |
| 12.                                         | 10 oktober 2017                             | Frankrijk – Wit-Rusland                     | 2 – 1                                       | Kwalificatie WK 2018                        |                                             |
| 13.                                         | 10 november 2017                            | Frankrijk – Wales                           | 2 – 0                                       | Vriendschappelijk                           |                                             |
| 14.                                         | 14 november 2017                            | Duitsland – Frankrijk                       | 2 – 2                                       | Vriendschappelijk                           |                                             |
| 15.                                         | 23 maart 2018                               | Frankrijk – Colombia                        | 2 – 3                                       | Vriendschappelijk                           |                                             |
| 16.                                         | 27 maart 2018                               | Rusland – Frankrijk                         | 1 – 3                                       | Vriendschappelijk                           |                                             |
| 17.                                         | 28 mei 2018                                 | Frankrijk – Ierland                         | 2 – 0                                       | Vriendschappelijk                           |                                             |
| 18.                                         | 1 juni 2018                                 | Frankrijk – Italië                          | 3 – 1                                       | Vriendschappelijk                           | 8'                                          |
| 19.                                         | 9 juni 2018                                 | Frankrijk – Verenigde Staten                | 1 – 1                                       | Vriendschappelijk                           |                                             |
| 20.                                         | 16 juni 2018                                | Frankrijk – Australië                       | 2 – 1                                       | WK 2018                                     |                                             |
| 21.                                         | 21 juni 2018                                | Frankrijk – Peru                            | 1 – 0                                       | WK 2018                                     |                                             |
| 22.                                         | 30 juni 2018                                | Frankrijk – Argentinië                      | 4 – 3                                       | WK 2018                                     |                                             |
| 23.                                         | 6 juli 2018                                 | Uruguay – Frankrijk                         | 0 – 2                                       | WK 2018                                     |                                             |
| 24.                                         | 10 juli 2018                                | Frankrijk – België                          | 1 – 0                                       | WK 2018                                     | 51'                                         |
| 25.                                         | 15 juli 2018                                | Frankrijk – Kroatië                         | 4 – 2                                       | WK 2018                                     |                                             |
| 26.                                         | 6 september 2018                            | Duitsland – Frankrijk                       | 0 – 0                                       | Nations League 2018/19                      |                                             |
| 27.                                         | 9 september 2018                            | Frankrijk – Nederland                       | 2 – 1                                       | Nations League 2018/19                      |                                             |
| 28.                                         | 22 maart 2019                               | Moldavië – Frankrijk                        | 1 – 4                                       | Kwalificatie EK 2020                        |                                             |
| 29.                                         | 25 maart 2019                               | Frankrijk – IJsland                         | 4 – 0                                       | Kwalificatie EK 2020                        | 12'                                         |
| 30.                                         | 2 juni 2019                                 | Frankrijk – Bolivia                         | 2 – 0                                       | Vriendschappelijk                           |                                             |
| 31.                                         | 8 juni 2019                                 | Turkije – Frankrijk                         | 2 – 0                                       | Kwalificatie EK 2020                        |                                             |

Laatste aanpassing op 27 juni 2020.

## Erelijst
| Competitie                |                |                           |                |                |
| Competitie                | Aantal         | Jaren                     |                |                |
| Olympique Lyon            | Olympique Lyon | Olympique Lyon            | Olympique Lyon | Olympique Lyon |
| ------------------------- | -------------- | ------------------------- | -------------- | -------------- |
| Coupe de France           | 1x             | 2011/12                   |                |                |
| Trophée des Champions     | 1x             | 2012                      |                |                |
| FC Barcelona              |                |                           |                |                |
| Kampioen Primera División | 2x             | 2017/18, 2018/19          |                |                |
| Copa del Rey              | 3x             | 2016/17, 2017/18, 2020/21 |                |                |
| Supercopa de España       | 2x             | 2016, 2018                |                |                |

| Competitie              | Winnaar       | Winnaar       | Runner-up     | Runner-up     | Derde         | Derde         |
| Competitie              | Aantal        | Jaren         | Aantal        | Jaren         | Aantal        | Jaren         |
| Frankrijk –20           | Frankrijk –20 | Frankrijk –20 | Frankrijk –20 | Frankrijk –20 | Frankrijk –20 | Frankrijk –20 |
| ----------------------- | ------------- | ------------- | ------------- | ------------- | ------------- | ------------- |
| Wereldkampioenschap –20 | 1x            | 2013          |               |               |               |               |
| Frankrijk               |               |               |               |               |               |               |
| Wereldkampioenschap     | 1x            | 2018          |               |               |               |               |
| Europees kampioenschap  |               |               | 1x            | 2016          |               |               |